# V.L.A.M.
V.L.A.M., vernoemd naar Verwey & Lugard Automobiel Maatschappij, was een kortstondig historisch Nederlands automerk.
Verwey & Lugard was een bekende importeur van auto's. Deze importeerde voornamelijk grotere en luxe auto's, maar in 1907 was er een economische crisis, waardoor deze minder goed verkochten. Niet alleen Verwey & Lugard hadden last van deze crisis, ook Altena en Spyker, bijvoorbeeld, die door deze crisis failliet gingen.
Verwey & Lugard probeerden deze crisis te doorstaan door een kleine auto te importeren, overigens hetzelfde merk dat ene Bentley importeerde voordat deze auto's ging maken, namelijk D.F.P.. Het merk werd ook in Nederlands-Indië verkocht door Verwey & Lugard. Ongeveer 400 auto's zijn onder de naam V.L.A.M. verkocht.
In 1911 werd door beide heren de Maatschappij voor Luchtvaart opgericht met als doel vliegtuigen de bouwen. 
Akkermans · 
Altena · 
Anderheggen · 
Antilope · 
Arnhemsche Machinefabriek  · 
Ataf-Porata · 
Autolette · 
Bambino · 
Belcar · 
Bermuda Buggy · 
BGF · 
Boro · 
Bij 't Vuur · 
Carver · 
Citeria · 
CoTuRa · 
DAF · 
Entrop · 
EWB · 
Eysink · 
Gatso · 
Gazelle ·
Gelria ·
Groninger Motorrijtuigen Fabriek · 
Gruno · 
H.A.M. · Havas · 
Hinde ·
Konings · 
Max · 
Neerlandia · 
Netam ·
Omnia · 
Rizovari · 
Ruiter ·
Ruska · 
Simplex ·
Spyker ·
Story ·
V.L.A.M.